# Miguel Tiago
Miguel Tiago Crispim Rosado (João Pessoa., 27 de Agosto de 1979) é um geólogo, escritor, professor de artes marciais, motard e político português, ex-deputado à Assembleia da República Portuguesa pelo Partido Comunista Português, eleito pelo círculo eleitoral do Distrito de Lisboa desde 2005, reeleito consecutivamente nas eleições legislativas portuguesas de 2009, 2011 e 2015
Desde fevereiro de 2019 que é consultor para Políticas de Ambiente e Desenvolvimento Sustentável na Câmara Municipal de Sesimbra, uma autarquia liderada pela CDU desde 2005.

## Biografia
A sua juventude é vivida no Distrito de Setúbal. 
Licenciado em Geologia Aplicada e do Ambiente pela Faculdade de Ciências da Universidade de Lisboa, onde foi membro da Direcção da Associação dos Estudantes e da Assembleia de Representantes.

## Atividade Política
Foi, enquanto militante da Juventude Comunista Portuguesa, membro da sua Comissão Nacional do Ensino Secundário, da Comissão Concelhia de Setúbal, da Comissão Regional de Setúbal, da Direcção Nacional e da sua Comissão Política. Foi também membro da Direcção da Organização do Ensino Superior de Lisboa da JCP e do seu Executivo e da Direcção Central do Ensino Superior da JCP e do seu Secretariado.
Enquanto militante do Partido Comunista Português, é membro da sua Direcção da Cidade de Lisboa e do Secretariado da Comissão de Actividades Económicas.
Foi eleito deputado à Assembleia Municipal de Setúbal e, posteriormente, vereador na Câmara Municipal de Lisboa.

### Deputado à Assembleia da República
Deputado à Assembleia da República Portuguesa por 13 anos. Eleito deputado pela primeira vez em 2005, abandonou o cargo de deputado em 2018 para se dedicar à geologia.

#### XIII Legislatura
Na XIII Legislatura foi Vice-presidente e coordenador do grupo parlamentar na Comissão de Assuntos Europeus e na Comissão Parlamentar de Inquérito à Recapitalização da Caixa Geral de Depósitos e à Gestão do Banco. Foi coordenador do grupo parlamentar na Comissão de Educação e Ciência, na Comissão Parlamentar de Inquérito ao processo que conduziu à venda e resolução do Banco Internacional do Funchal (BANIF) e na Comissão Eventual de Inquérito Parlamentar à atuação do XXI Governo Constitucional no que se relaciona com a nomeação e a demissão da Administração do Dr. António Domingues. Foi membro da Comissão de Orçamento, Finanças e Modernização Administrativa e na Comissão Parlamentar de Inquérito ao Pagamento de Rendas Excessivas aos Produtores de Eletricidade
Integrou os grupos de trabalho dedicados ao Escrutínio de Iniciativas Europeias; à Declaração conjunta das despesas com dependentes em sede de IRS; ao Combate à criminalidade económica, financeira e fiscal; à Impenhorabilidade da Habitação Própria Permanente; à Conta Base e Condições dos Contratos de Crédito; à Participação de Animais em Circos; à Avaliação do endividamento público e externo; à Lei de Enquadramento Orçamental; à Supervisão Bancária; ao Parlamento dos Jovens; aos Resíduos de Plástico e aos Serviços de Pagamento de Moeda Eletrónica.

#### XII Legislatura
Na XII Legislatura foi vice-presidente e coordenador do grupo parlamentar nas Comissões do Ambiente, Ordenamento do Território e Poder Local e Comissão Eventual para Acompanhamento das Medidas do Programa de Assistência Financeira a Portugal. Foi coordenador do grupo parlamentar na Comissão Parlamentar de Inquérito à gestão do BES e do Grupo Espírito Santo e na Comissão de Educação, Ciência e Cultura. Integrou a Comissão de Orçamento, Finanças e Administração Pública e a X Comissão Parlamentar de Inquérito à Tragédia de Camarate.
Pertenceu aos grupos de trabalho dedicados aos temas: Direito de Autor e Direitos Conexos; Lei de Bases do Ambiente; Regime Geral das Instituições de Crédito e Conselho Nacional de Supervisores Financeiros; Comissões Bancárias; Lei de Enquadramento Orçamental; Comissionamento de contas de Depósito à Ordem; Contratos de Crédito à Habitação; Regime Fiscal das Sociedades Desportivas; Regime Jurídico da Partilha de Dados Informáticos; Acompanhamento da Aplicação do Acordo Ortográfico; Regime Jurídico da Cópia Privada; "Guimarães 2012 - Capital Europeia da Cultura" e "Braga - Capital Europeia da Juventude 2012"; Desporto; Estabelecimento do regime de acesso e exercício da atividade de artista tauromáquico e de auxiliar de espetáculo tauromáquico; Estabelecimento de medidas específicas de apoio aos profissionais de bailado profissional clássico ou contemporâneo e Regime Jurídico da Supervisão de Auditoria.

#### XI Legislatura
Na XI Legislatura foi vice-presidente e coordenador do Grupo Parlamentar da Comissão de Educação e Ciência. Foi membro da Comissão do Ambiente, Ordenamento do Território e Poder Local e da Comissão Eventual de Inquérito Parlamentar à actuação do Governo em relação à Fundação para as Comunicações Móveis.
Pertenceu aos grupos de trabalho para os temas do Desporto; do Estatuto da Carreira Docente e Avaliação de Desempenho dos Docentes; da Apreciação na especialidade do Projeto Lei 23/XI do PEV; da Redução da Utilização de Sacos de Plástico e para Empresa Nacional de Urânio, S.A..

#### X Legislatura
Na X Legislatura foi vice-presidente e coordenador do grupo parlamentar da Comissão de Educação e Ciência. Foi coordenador do grupo parlamentar e secretário da Comissão de Poder Local, Ambiente e Ordenamento do Território. Foi secretário da Comissão de Educação, Ciência e Cultura, e membro da Comissão de Poder Local, Ambiente e Ordenamento do Território.
Pertenceu aos seguintes grupos de trabalho: Organismos Geneticamente Modificados (OGM); Ensino Superior; Lei de Bases da Actividade Física e do Desporto; Desportos Praticados na Natureza; Associativismo Juvenil / Estudantil; Parlamento dos Jovens; Violência nas Escolas; Lei da Rádio e Difusão da Música Portuguesa; Língua Portuguesa; Estatuto Jurídico do Conselho Nacional da Juventude; Remoção de Amianto em Edifícios, Instalações e Equipamentos Públicos; Regime Jurídico dos Conselhos Municipais de Juventude; Medidas Destinadas à Redução da Utilização de Sacos de Plástico; Políticas Espaciais; Ensino Especial; Qualificação e Ensino Superior.
Foi ainda vogal dos Grupos Parlamentares de Amizade Portugal-Brasil, Portugal-Itália e Portugal-Japão.